# 金沙薩大學
金沙薩大學（法語：Université de Kinshasa），俗稱UNIKIN，是剛果民主共和國的一所公立大学，该校與基桑加尼大學、盧本巴希大學並列，是刚果民主共和国三所主要大學之一。最初成立於1954年，其前身为比利時殖民統治時期的刚果鲁汶大学，刚果脱离比利时独立后曾与国内其他大学合并组建扎伊爾國立大學，直到1981年重新建立。

## 歷史
比利時政府出于发展教育的需要，於1954年在比属刚果建立了刚果鲁汶大學（Université Lovanium），隸屬於比利時魯汶天主教大學。在建校之初，該大學獲得了殖民政府的巨額補貼以及福特基金會、洛克斐勒基金會和美國國際開發署的資助，曾被譽為非洲最好的大學。
莫布杜就任后，该校于1971年8月與剛果新教自治大學，以及成立于1956年的盧本巴希大學合併為扎伊爾國立大學。與魯汶天主教大學的聯繫因此切斷，而刚果政府對大學的資助開始减少。此時，該大學的招生能力僅為5,000人。整個学校由一位校長管理，而旗下的所有教職員都由中央政府支付薪资。
1981年，学校脱离国立扎伊尔大学重新建立，金沙薩大學在整個20世紀80年代繼續陷入財務困境。到了1985年，校園已經衰落，垃圾遍地，宿舍條件簡陋。大學的自助餐廳停止提供餐食，教授的薪水降至15美元。莫布杜為了因應政府資金不斷減少的情況，1985年學費提高了500%，並在1989年暫停對学生发放獎學金和經濟援助。在整個20世紀80年代，大學90%的預算由政府支付，只有少量收入來自學生學費。到2002年，該大學的年度預算估計為430萬美元（不包括由國家直接支付的一些人員費用），而政府只提供了8,000美元。在内战结束后，该校部分設施破舊不堪，教學资源亦相当匮乏。自2001年以來，該大學舉辦了思科學院，這是一個由美國軟體公司思科和聯合國開發計畫署贊助的聯合計畫。該學院專注於提供最新技術，培訓學生安裝和操作電腦網絡，所有課程都是在線的。在2018-19學年，該大學的招生人數為29,554人，教職員工和研究人員為1,929人，目前有12個學術部門。。

## 核反應堆
非洲第一座核反應爐於1958年在金沙薩大學建成。該反應堆被稱為TRICO I，是通用原子公司建造的TRIGA反應堆。TRICO代表TRIGA 或「訓練同位素通用原子」和剛果的組合。該反應爐是在該國仍處於比利時控制之下時建造的，並在美國政府的「原子促進和平」計劃的幫助下建造。TRIGA I估計容量為50千瓦，於1970年關閉。1967年，非洲聯盟建立了核子研究中心，區域核子研究中心與美國同意提供另一個TRIGA反應器。第二個反應堆TRICO II被認為具有1兆瓦的容量，並於1972年投入使用。
據報道，2001年TRICO II反應堆已投入運行，但顯然在1998年處於待命狀態。

## 科系及部門
大學有十二個學部：
- 藝術與人文學院
- 法律系
- 經濟與管理學院
- 社會科學政策與行政學院
- 工程學部
- 理學院
  - 理學院可以學習以下科目：物理、數學、電腦科學、生物、化學、地質學。
- 農業科學學院
- 心理與教育科學學院
- 醫學院
  - 醫學院可以學習以下科目：生物醫學、物理醫學和牙科。
- 藥學院
- 獸醫學院
- 石油化學與再生能源學院